# Nordische Badmintonmeisterschaft 1970
Die Nordische Badmintonmeisterschaft 1970 fand Ende 1970 in Sandefjord statt. Es war die neunte Auflage dieser Veranstaltung. Das Turnier galt gleichzeitig als Norwegian International 1970.

## Sieger und Platzierte
| Disziplin    | Gold                          | Silber                           | Bronze                              |
| ------------ | ----------------------------- | -------------------------------- | ----------------------------------- |
| Herreneinzel | Jørgen Mortensen              | Svend Pri                        | Flemming Delfs                      |
| Herreneinzel | Jørgen Mortensen              | Svend Pri                        | Sture Johnsson                      |
| Dameneinzel  | Lizbeth von Barnekow          | Pernille Kaagaard                | Anne Flindt                         |
| Dameneinzel  | Lizbeth von Barnekow          | Pernille Kaagaard                | Ulla Strand                         |
| Herrendoppel | Svend Pri Per Walsøe          | Jørgen Mortensen Flemming Delfs  | Sture Johnsson Gert Perneklo        |
| Herrendoppel | Svend Pri Per Walsøe          | Jørgen Mortensen Flemming Delfs  | Knut Engebretsen Harald Nettli      |
| Damendoppel  | Anne Flindt Pernille Kaagaard | Lizbeth von Barnekow Lene Køppen | Karin Jørgensen Ulla Strand         |
| Damendoppel  | Anne Flindt Pernille Kaagaard | Lizbeth von Barnekow Lene Køppen | Sylvi Jormanainen Wiola Renholm     |
| Mixed        | Svend Pri Ulla Strand         | Jørgen Mortensen Anne Flindt     | Per Walsøe Pernille Kaagaard        |
| Mixed        | Svend Pri Ulla Strand         | Jørgen Mortensen Anne Flindt     | Flemming Delfs Lizbeth von Barnekow |

## Finalresultate
| Disziplin    | Sieger                        | Finalist                         | Ergebnis           |
| ------------ | ----------------------------- | -------------------------------- | ------------------ |
| Herreneinzel | Jørgen Mortensen              | Svend Pri                        | 18–15, 15–8        |
| Dameneinzel  | Lizbeth von Barnekow          | Pernille Kaagaard                | 11–7, 4–11, 11–3   |
| Herrendoppel | Svend Pri Per Walsøe          | Jørgen Mortensen Flemming Delfs  | 15–8, 15–8         |
| Damendoppel  | Anne Flindt Pernille Kaagaard | Lizbeth von Barnekow Lene Køppen | 15–8, 15–1         |
| Mixed        | Svend Pri Ulla Strand         | Jørgen Mortensen Anne Flindt     | 15–11, 6–15, 15–10 |